# Gertrud Pütz-Neuhauser
Gertrud Pütz-Neuhauser (* 11. Jänner 1923 in Innsbruck; † 18. Mai 1999 in Innsbruck) war eine österreichische Nationalökonomin und Hochschullehrerin.

## Leben
Nach dem Schulbesuch in Innsbruck war sie von 1941 bis 1945 im Unternehmen ihres Vaters tätig und studierte zunächst nebenberuflich Volkswirtschaftslehre an der Universität Innsbruck. Von 1945 bis 1953 war sie wissenschaftliche Hilfskraft bei ihrem späteren Ehemann Theodor Pütz am wirtschaftswissenschaftlichen Institut der Universität Innsbruck. 1949 wurde sie mit der Arbeit Die Möglichkeiten der bankmäßigen Kreditschöpfung promoviert. Das Studienjahr 1953/54 verbrachte sie mit einem Stipendium an der Universität Hamburg. 1955 wurde sie in Innsbruck für das Teilgebiet Geld- und Kreditwesen habilitiert. Während des Habilitationsverfahrens war sie am Schweizerischen Institut für Außenwirtschaft- und Marktforschung an der Hochschule St. Gallen tätig und kehrte 1956 nach Innsbruck zurück.
1962 wurde sie an der Universität Innsbruck zur außerordentlichen Professorin ernannt. 1966 erfolgte die Berufung zur ordentlichen Professorin an die Justus-Liebig-Universität in Gießen. 1970 wechselte sie an die Universität Salzburg, wo sie das Institut für Wirtschaftswissenschaften maßgeblich mit aufbaute und wo sie bis zu ihrer Emeritierung 1990 wissenschaftlich tätig war.
Gertrud Neuhauser war mit ihrem 18 Jahre älteren Mentor, dem deutschen Nationalökonomen Theodor Pütz verheiratet. Dieser war 1943 mit seiner ersten Ehefrau Johanna Banniza (⚭ 1929) nach Innsbruck gekommen, wo er auf eine außerordentliche Professur an der Universität Innsbruck berufen worden war. 1953 wechselte er als Ordinarius an der Universität Wien, wo Pütz durch sein Wirken die österreichische Wirtschaftspolitik maßgeblich mitgestaltete.

## Wirken
Gertrud Neuhauser war eine der ersten Frauen in den deutschsprachigen Wirtschaftswissenschaften, deren akademische Karriere geradlinig verlief, also nicht durch politische oder historische Ereignisse unterbrochen war.
Ihr Forschungsinteresse galt zunächst der Geld- und Kreditwirtschaft, später vor allem den theoretischen und methodologischen Grundlagen der Wirtschafts- und Sozialpolitik sowie der Wissenschaftstheorie der Sozialwissenschaften und der Dogmengeschichte.
Sie war Gründungsmitglied des Wirtschaftspolitischen und des Dogmenhistorischen Ausschusses des Vereins für Socialpolitik.

## Schriften (Auswahl)
- Gertrud Neuhauser: Kritische Untersuchungen zur Kreditschöpfungslehre. In: Zeitschrift für die gesamte Staatswissenschaft. Band 108, 1952, S. 646–668. (Auszug der Dissertation)
- Gertrud Neuhauser: Versuch einer kreislauftheoretischen Analyse der bankmässigen Geld- und „Kreditschöpfung“. In: Schweizerische Zeitschrift für Volkswirtschaft und Statistik. Band 91, 1955, S. 198–215. (Auszug der Habilitation)
- Gertrud Neuhauser: Die wirtschaftspolitische Konzeption als Problem der theoretischen Wirtschaftspolitik. In: Hans-Jürgen Seraphim (Hrsg.): Zur Grundlegung wirtschaftspolitischer Konzeptionen. Band 18. Duncker & Humblot, Berlin 1960, S. 23–58.
- Ernst Dürr, Gertrud Pütz-Neuhauser: Währungspolitik, Konjunktur- und Beschäftigungspolitik (= Wirtschaftspolitik). Fischer, Stuttgart 1975, ISBN 978-3-437-50159-3.